# Notredamská škola

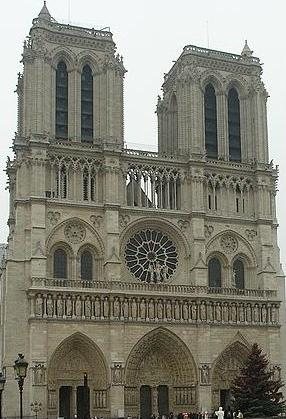
Katedrála Notre Dame v Paříži

Pařížská škola Notre Dame, či jen Notredamská škola byla středověká hudební škola, která se na přelomu 12. do počátku 13. století utvořila mezi hudebníky při katedrále Notre Dame v Paříži.

## Škola
Hlavními představiteli byli francouzští skladatelé a chrámoví kapelníci Leoninus (Léonin) a jeho žák Perotinus (Pérotin). Toto období představuje vlastně první etapu období ars antiqua na sklonku 12. a počátku 13. století. Jedná se o ranou fázi rozvoje vícehlasu.
Největším přínosem této školy byla Leoninem vytvořená skladebná technika organum purum a Perotinem zdokonalená technika diskantu.
Nejvýznačnější památkou je jimi vytvořená Magnus liber organi sepsaná postupně, kdy Pérotin (Perotinus) revidoval a modernizoval starší verzi Léoninovu. Současně významně přispěl k novému pohledu na vnitřní členění hudební skladby.